# Kithanamangala, Kunigal
Kithanamangala là một làng thuộc tehsil Kunigal, huyện Tumkur, bang Karnataka, Ấn Độ.